# Khachik, Vayots Dzor
Khachik là một đô thị thuộc tỉnh Vayots Dzor, Armenia. Dân số ước tính năm 2011 là 1022 người.